# Паневежис (футбольний клуб)
«Паневежис» (лит. FK Panevėžys) — литовська футбольна команда з однойменного міста Паневежис, заснований в 2015 році. З 2019 року виступає у Вищій лізі Литви.

## Історія
«Футбольний клуб Паневежис» був заснований 2015. 
У 2015 році футбольна команда почала грати в Першій лізі, з 2019 виступає в А-лізі.

## Досягнення
Чемпіонат Литви:
- Чемпіон Литви (1): 2023.

Кубок Литви:
Володар кубка (1): 2020.
Суперкубок Литви:
Володар суперкубка (2): 2021, 2024

## Сезони (2015—...)
| Сезон | Рівень | Ліга       | Місце | Примітки |
| ----- | ------ | ---------- | ----- | -------- |
| 2015  | 2.     | Перша ліга | 8.    | [ 4 ]    |
| 2016  | 2.     | Перша ліга | 5.    | [ 5 ]    |
| 2017  | 2.     | Перша ліга | 10.   | [ 6 ]    |
| 2018  | 2.     | Перша ліга | 1.    | [ 7 ]    |
| 2019  | 1.     | А-ліга     | 5.    | [ 8 ]    |
| 2020  | 1.     | А-ліга     | 5.    | [ 9 ]    |
| 2021  | 1.     | А-ліга     | 4.    | [ 10 ]   |
| 2022  | 1.     | А-ліга     | 3.    | [ 11 ]   |
| 2023  | 1.     | А-ліга     | 1.    | [ 12 ]   |
| 2024  | 1.     | А-ліга     | 8.    | [ 13 ]   |